# Episodi di Love, Victor (prima stagione)
La prima stagione della serie televisiva Love, Victor, composta da 10 episodi, è stata interamente pubblicata sul servizio di streaming on demand Hulu il 17 giugno 2020.
In Italia, la stagione è stata pubblicata sul servizio di streaming on demand Disney+ dal 23 febbraio al 16 aprile 2021.
| n° | Titolo originale             | Titolo italiano       | Pubblicazione USA | Pubblicazione Italia |
| -- | ---------------------------- | --------------------- | ----------------- | -------------------- |
| 1  | Welcome to Creekwood         | Benvenuto a Creekwood | 17 giugno 2020    | 23 febbraio 2021     |
| 2  | Stoplight Party              | Il semaforo           | 17 giugno 2020    | 23 febbraio 2021     |
| 3  | Battle of the Bands          | La Guerra delle Band  | 17 giugno 2020    | 26 febbraio 2021     |
| 4  | The Truth Hurts              | La verità fa male     | 17 giugno 2020    | 5 marzo 2021         |
| 5  | Sweet Sixteen                | Sedicesimo compleanno | 17 giugno 2020    | 12 marzo 2021        |
| 6  | Creekwood Nights             | Le notti di Creekwood | 17 giugno 2020    | 19 marzo 2021        |
| 7  | What Happens In Willacoochee | Che succede là        | 17 giugno 2020    | 26 marzo 2021        |
| 8  | Boy's Trip                   | Per soli maschi       | 17 giugno 2020    | 2 aprile 2021        |
| 9  | Who the Hell is B?           | Chi diavolo è B?      | 17 giugno 2020    | 9 aprile 2021        |
| 10 | Spring Fling                 | Cotta di primavera    | 17 giugno 2020    | 16 aprile 2021       |

## Benvenuto a Creekwood
- Titolo originale: Welcome to Creekwood
- Diretto da: Amy York Rubin
- Scritto da: Isaac Aptaker e Elizabeth Berger (sceneggiatura)

### Trama
- Guest star:

## Il semaforo
- Titolo originale: Stoplight Party
- Diretto da: Jason Ensler
- Scritto da: Brian Tanen

### Trama
- Guest star:

## La Guerra delle Band
- Titolo originale: Battle of the Bands
- Diretto da: Pilar Boehm
- Scritto da: Jen Braeden

### Trama
- Guest star:

## La verità fa male
- Titolo originale: The Truth Hurts
- Diretto da: Michael Lennox
- Scritto da: Marcos Luevanos

### Trama
- Guest star:

## Sedicesimo compleanno
- Titolo originale: Sweet Sixteen
- Diretto da: Anne Fletcher
- Scritto da: Sheila Lawrence

### Trama
- Guest star:

## le notti di Creekwood
- Titolo originale: Creekwood Nights
- Diretto da: Anu Valia
- Scritto da: David Smithyman

### Trama
- Guest star:

## Che succede là
- Titolo originale: What Happens In Willacoochee
- Diretto da: Jay Karas
- Scritto da: Danny Fernandez

### Trama
- Guest star:

## Per soli maschi
- Titolo originale: Boys' Trip
- Diretto da: Todd Holland
- Scritto da: Brian Tanen

### Trama
- Guest star:

## Chi diavolo è B?
- Titolo originale: Who the Hell is B?
- Diretto da: Rebecca Asher
- Scritto da: Jeremy Roth e Jess Pineda

### Trama
- Guest star:

## Cotta di primavera
- Titolo originale: Spring Fling
- Diretto da: Jason Ensler
- Scritto da: Jillian Moreno (sceneggiatura), Isaac Aptaker e Elizabeth Berger (soggetto)

### Trama
- Guest star: